# Borzęcin (województwo małopolskie)

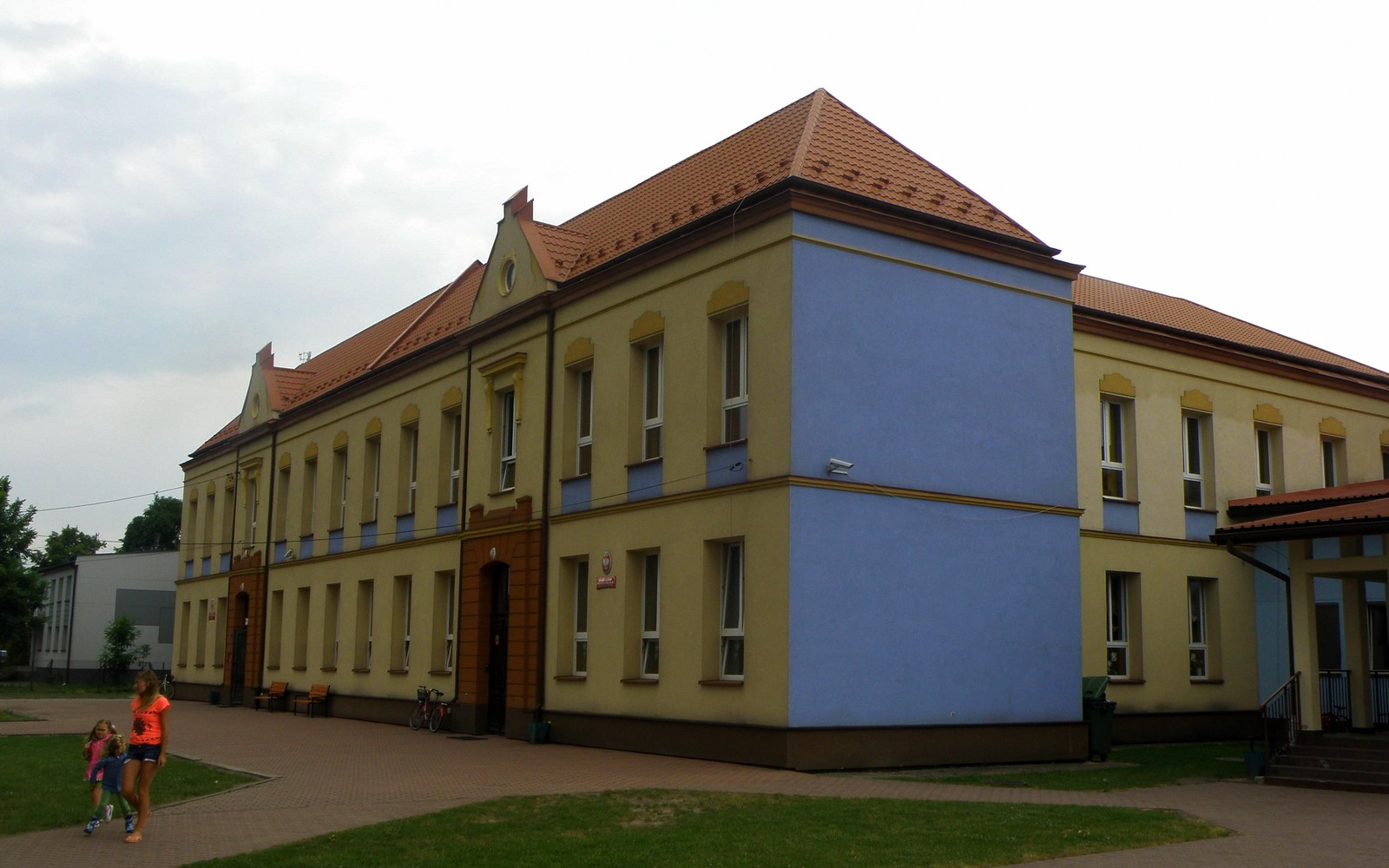
Budynek szkolny w Borzęcinie Górnym

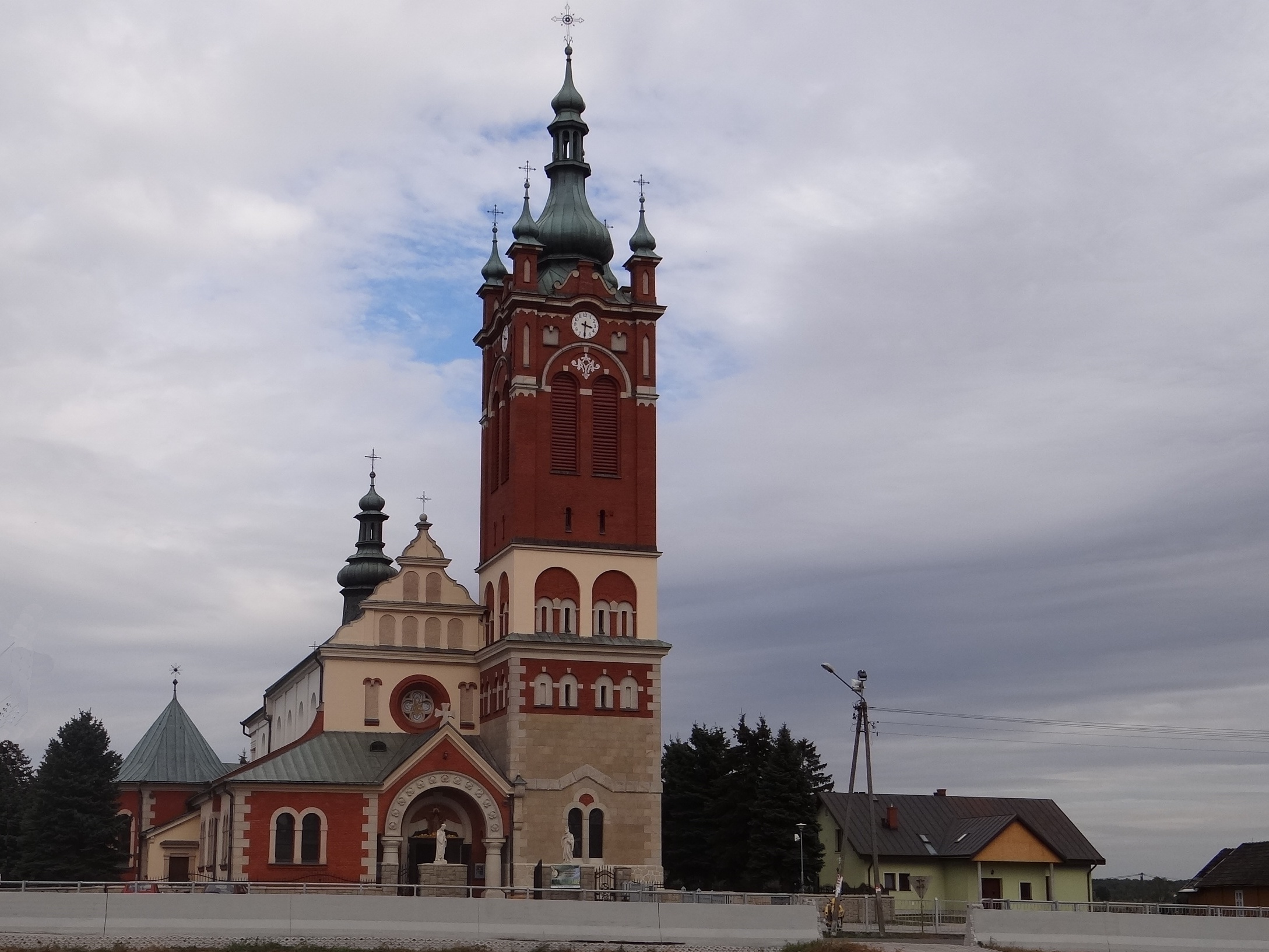
Kościół w Borzęcinie Górnym

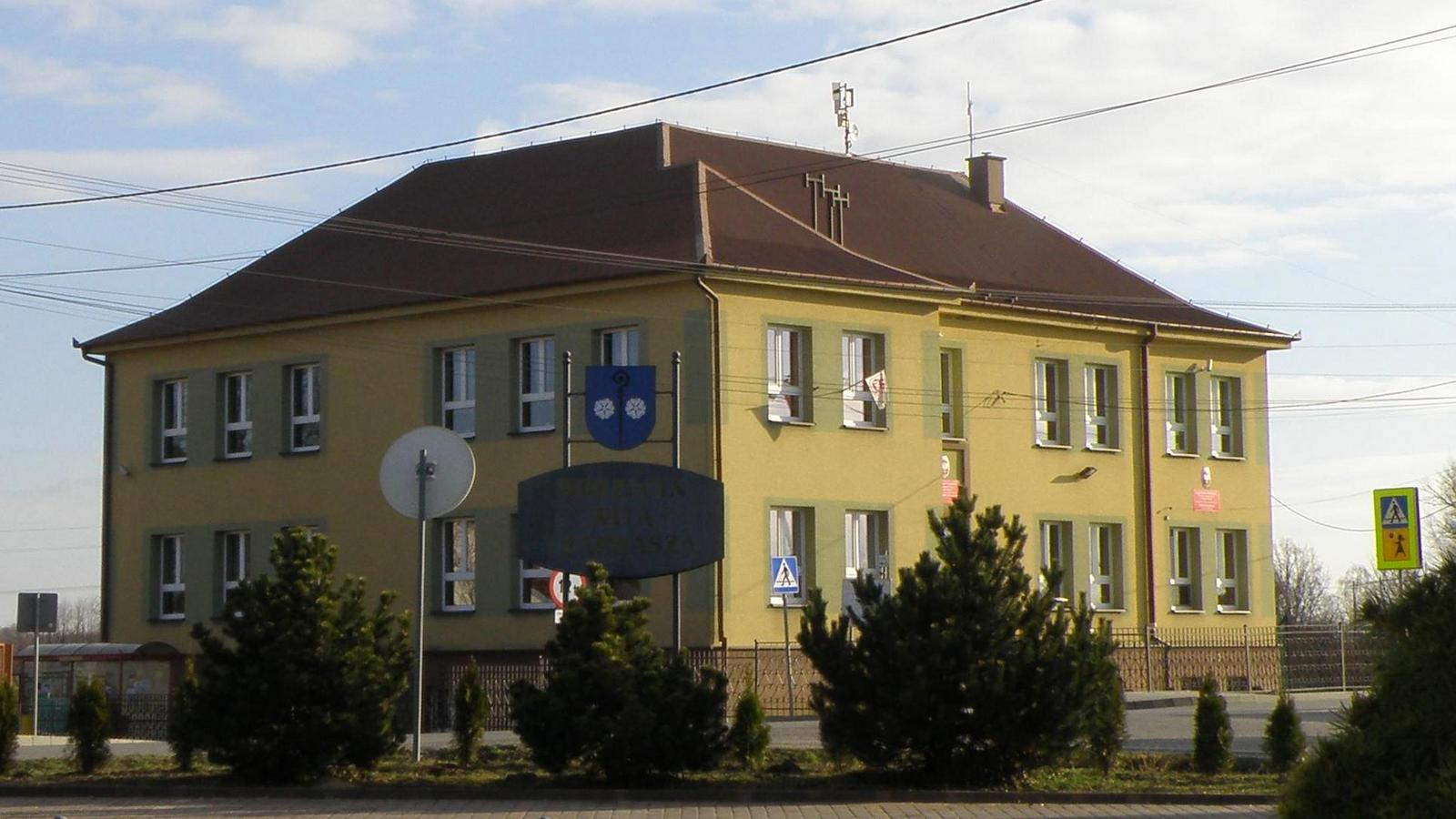
Budynek szkolny w Borzęcinie Dolnym

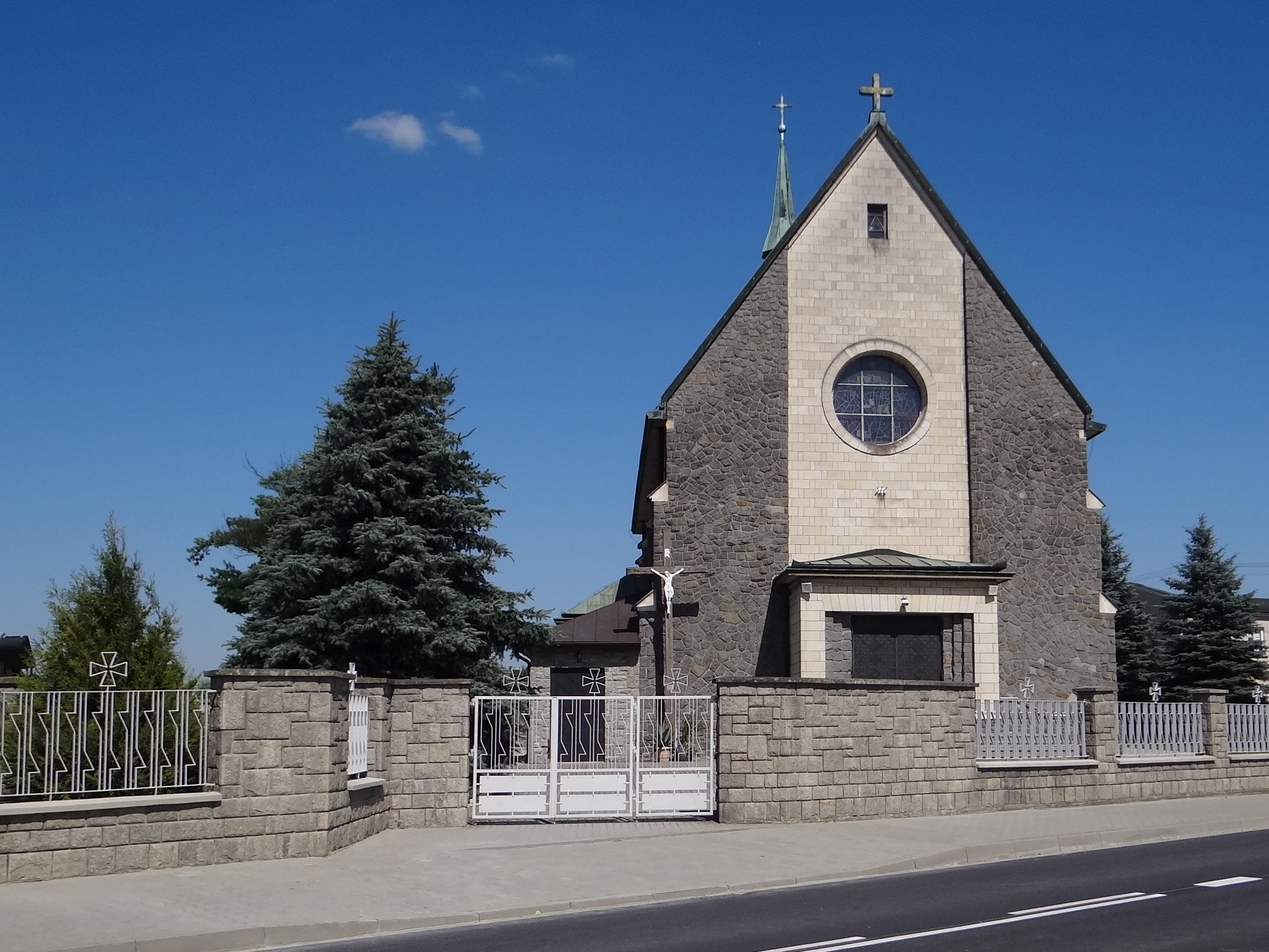
Kościół w Borzęcinie Dolnym

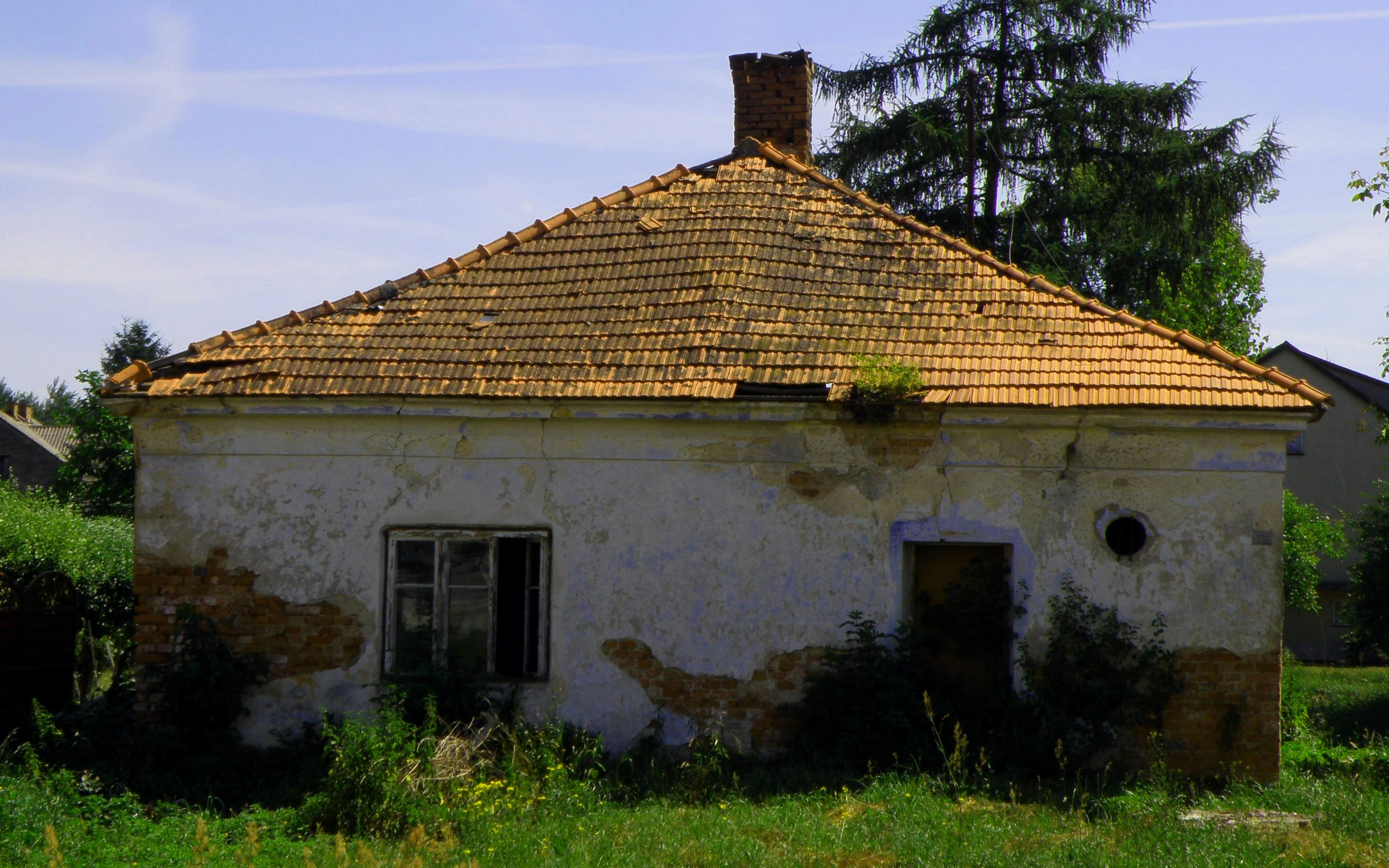
Najstarsza budowla użytku publicznego w miejscowości: pochodzący z 1845 szpital (tak dawniej nazywano przytułek) dla ubogich, przeznaczony dla sześciu kobiet i sześciu mężczyzn

Borzęcin – wieś w Polsce, położona w województwie małopolskim, w powiecie brzeskim, siedziba gminy Borzęcin.
| przysiółki | Borek, Czarnawa, Jagniówka, Łazy, Waryś, Wisowatki, Zaszuminie                                                                                             |
| części wsi | Bagno, Brzeg, Ciernie, Dwór, Granice, Jackówka, Kaźmierz, Krzaki, Ług, Okrajki, Pod Cmentarzem, Przymiarki, Sad, Stara Wieś, Wielka Droga, Wyźrał, Zagrody |

## Historia
Wieś Borzęcin założona została w 1364 roku. O wydarzeniu informuje wzmianka znajdująca się w życiorysie biskupa krakowskiego Jana Bodzanty, według której w miejscu wykarczowanych lasów założono wieś i nazwano ją Bodzantinem. Nazwa, pochodząca od nazwiska biskupa Bodzanty, z upływem czasu ulegała zmianie, Bodzantin zmieniono na Bodzanczinek, a następnie kolejno na Bodzanczin, Borzęczyn, Borzęcin. Ostatecznie o nazwie Borzęcin zadecydował rząd austriacki w okresie zaborów.
Ludność z terenów Borzęcina prawdopodobnie była pochodzenia słowiańskiego i zamieszkiwała te tereny jeszcze przed założeniem wsi. Najstarszy zapis historyczny o ludności Borzęcina pochodzi z 1580 roku. Wtedy wieś liczyła 60 włościan.
Ogromne obszary leśne oraz rzeki stwarzały warunki sprzyjające osiedlaniu się ludności. Łatwo można tu było pozyskać materiał budowlany, opał oraz żywność, a także schronienie przed najazdami zbrojnymi. Pierwsi osadnicy to nie tylko ludność miejscowa. Część osadników przyjechała tu ze Śląska i Niemiec. W powstałej wsi osiedlili się również rzemieślnicy, którzy przywędrowali tutaj wraz osadnikami i prowadzili swoją działalność. Ich dzisiejsi potomkowie noszą nazwiska odpowiadające ich zawodom: Kołodziej, Cieśla, Bednarz, Stolarz, Kowal i inne. Jednakże kierunek rozwoju gospodarczego Borzęcina w większości wyznaczało rolnictwo. Pierwsza wzmianka o gospodarce Borzęcina znajduje się w „Księdze Uposażeń” Jana Długosza. Pisze on, iż we wsi znajduje się 20 łanów i 9 prętów ról kmiecych. Sołtys posiada 2 łany, karczmę z oddzielnymi gruntami i gospodarstwa ogrodnicze. Kościół i pleban mają oddzielne pole (obowiązywały wtedy łany frankońskie, które równe są obecnie 24,2 ha).
Wraz z powstaniem wsi utworzona została parafia. Pierwszy kościół wybudowano tutaj w 1364 roku. Wcześniej tereny Borzęcina swym zasięgiem obejmowała, założona w 1338 roku, parafia w Szczurowej. W XVII w. rozpoczęto budowę kolejnego kościoła, którego elementy zachowały się do XXI wieku, obiekt wpisany jest do rejestru zabytków województwa.
Władzę w nowo założonej wsi sprawował sołtys. Według zapisów jeden z ostatnich sołtysów Borzęcina, nazywał się Giza. Od roku 1736 władzę we wsi sprawował wójt. Za czasów pańszczyźnianych wójt zatwierdzany był przez dziedzica, a wybierany spośród kandydatów proponowanych przez gromadę. Po zniesieniu pańszczyzny władzę sprawował wójt wraz z tzw. „przysiężnymi” wybranymi przez gromadę.
Pozostały przekazy historyczne z wizytacji parafialnych o istnieniu w Borzęcinie pod koniec XVI wieku szkoły parafialnej, której kierownikiem był Jan ze Słupcy.
Na przestrzeni lat miejscowość przechodziła zmiany administracyjne. Od drugiej połowy XIV wieku do roku 1772 Borzęcin należał do powiatu pilzneńskiego, województwa sandomierskiego. Był wsią biskupów krakowskich w województwie sandomierskim w 1629 roku. Po roku 1772 znalazł się w granicach cesarstwa austriackiego, w powiecie bocheńskim. W roku 1867, po utworzeniu przez zaborców austriackich nowego podziału administracyjnego, Borzęcin włączony został do powiatu brzeskiego. W 1935 roku, kiedy utworzone zostały gminy zbiorowe, do Borzęcina przyłączono wieś Bielczę. Odtąd te wsie razem stanowiły gminę, w której administrację sprawował zarząd gminy.
W 1975 roku kiedy zniesiono powiaty, wyższą jednostką administracyjną nad gminami stały się województwa. Borzęcin odtąd do końca 1998 roku należał do województwa tarnowskiego. Od 1 stycznia 1999 roku tj. od wejścia w życie nowej reformy administracyjnej kraju, Borzęcin należy do powiatu brzeskiego i województwa małopolskiego.
XIX i XX wiek
Borzęcin podzielony jest na dwie części. Południowa nazwana została Borzęcin Górny, północna – Borzęcin Dolny. Wieś zabudowana jest dwurzędowo i rozciąga się na długości 8 km. Przez środek wsi przepływa rzeka Uszwica, a mosty przerzucone przez tę rzekę łączą obie części wsi stanowiąc element układu komunikacyjnego. Borzęcin poza swoistym ciągiem głównej zabudowy, posiada na swych peryferiach samodzielne osiedla tzw. przysiółki, o charakterystycznych nazwach lokalnych.
Rozpatrując rodowody mieszkańców, Borzęcin jest wsią całkowicie jednolitą. Zamieszkują tu ludzie miejscowego pochodzenia. Mieszkańców napływowych jest znikomy odsetek. Pod względem wyznaniowym mieszkańcy Borzęcina są wyznania rzymskokatolickiego. Należy jednak wspomnieć, że po zniesieniu pańszczyzny w 1846 roku osiedliło się tutaj wiele rodzin żydowskich.
Stali mieszkańcy Borzęcina to głównie rolnicy, trudniący się tym zawodem od najdawniejszych czasów. W czasach feudalnych oraz pańszczyźnianych pracowali na polach dworskich, w skład których wchodziły obszary po obu stronach rzeki Uszwicy. W grudniu 1832 roku chłopi w Borzęcinie odmówili odrabiania pańszczyzny, za co w roku 1833 spotkały ich surowe represje, w wyniku których dwóch chłopów zmarło a wielu stało się kalekami.
Proste metody stosowane w uprawie roli, liczne klęski żywiołowe, często występujące nieurodzaje, powodowały niedostatek pożywienia, a także głód. Szczególnie wielki głód odnotowano w Borzęcinie w roku 1847. Ludzie wtedy jedli perz, słomę, szyszki olchowe.
Podobnie rok 1919 odnotowuje się jako nieurodzajny. Zjawiskiem powszechnym na wsi były również przednówki. Charakteryzowały się one brakiem chleba w ostatnich miesiącach przed żniwami. Okres przednówków często był wykorzystywany przez zamożniejszych gospodarzy, którzy w ten sposób zapewniali sobie tanią siłę roboczą. Sytuacje takie powodowały, że wiele rodzin nie miało środków do życia. W związku z tym ludność emigrowała na roboty do Niemiec, Danii, Francji oraz Ameryki. Zarobione za granicą pieniądze wspomagały małe, rozdrobnione gospodarstwa.
W 1893 w północnej części miejscowości zaczęła funkcjonować kolejna szkoła. Szkołę w Borzęcinie Dolnym zorganizowano w budynku po byłej karczmie, pracę w niej rozpoczął od września 1893 nauczyciel Antoni Jakubas. W pierwszym roku funkcjonowania liczba uczących się dzieci wynosiła 121 uczniów. W 1912 otrzymała imię Kazimierza Wielkiego. Kronika tej szkoły, źródło wiedzy historycznej, zaginęła w latach 70. XX w. Do placówki uczęszczał m.in. bp Jan Obłąk.
W 1911 r. rozpoczęto starania o wybudowanie kaplicy obok szkoły w północnej części miejscowości, Borzęcinie Dolnym. Z biegiem czasu, 3 maja 1936, kaplica stała się kościołem parafialnym.
W pierwszych latach XX wieku ziemia dworska w Borzęcinie przeznaczona została na powiększanie gospodarstw chłopskich. Gospodarstwa rolne w tym czasie nastawione były na samowystarczalność, zwłaszcza większe gospodarstwa, zaczęły więc zajmować się dodatkowo przetwórstwem płodów rolnych. Jednocześnie, wraz ze wzrostem oświaty oraz świadomości politycznej, rosła także świadomość zawodowa rolników. Na terenie Borzęcina rolnicy zaczęli używać maszyn rolniczych, wprowadzać nowsze formy uprawy roli i roślin, stosować nawożenie. W 1903 roku założono Spółkę Oszczędności i Pożyczek w Borzęcinie. Jesienią 1912 roku ze wsparciem barona Goetza powstała spółka gorzelnicza, do której przystąpiło 65 mieszkańców wsi. W ciągu dwóch miesięcy postawiono budynek i 27 listopada 1912 roku gorzelnia rozpoczęła pracę.
W czasie I wojny światowej front dwukrotnie przeszedł przez miejscowość. Pozostałością jest cmentarz wojenny nr 266 – Borzęcin.
W 1937 roku rolnicy zawiązali Spółdzielnię Rolniczo-Handlową w Borzęcinie Dolnym, a w 1941 roku taka sama spółdzielnia powstała w Borzęcinie Górnym. Wybuch drugiej wojny światowej sparaliżował funkcjonowanie gminy. Pierwszego września 1939 roku rozpoczęto mobilizacyjny pobór koni i wozów chłopskich, 5 września 1939 roku ewakuowano Urząd Gminy. Ludność masowo zaczęła podejmować ucieczkę. W dniu 7 września 1939 roku Borzęcin był już pod okupacją niemiecką. Rozpoczęły się wywozy ludzi na roboty do Niemiec. W 1941 roku Niemcy rozpoczęli aresztowania ludności Borzęcina, a następnie wywozy do obozów zagłady. Rozpoczęła się eksterminacja ludności Borzęcina, trwająca do końca wojny. Mieszkańcy Borzęcina ginęli w obozach KL Auschwitz, w Dachau, Buchenwaldzie i Mauthausen. W latach 1939–1945 na terenie Borzęcina zginęło ogółem 143 osoby.
W lipcu 1943 roku uzbrojony patrol władz zatrzymał w okolicy miejscowości Wał-Ruda grupę 29 Cyganów, w tym: 3 mężczyzn, 5 kobiet i 21 dzieci. Przewieziono ich do borzęckiego lasu, polecono położyć się twarzą do ziemi i zastrzelono. Ciała pogrzebano na miejscu, a w 1959 przeniesiono na cmentarz w Borzęcinie Dolnym. W 2011 roku w pobliżu, na niewielkim wzniesieniu przy drodze, odsłonięto pamiątkowy monument, którego autorką była Małgorzata Mirga-Tas. Z przodu kompozycji na płycie modrzewiowej artystka umieściła rzeźbę upadającej postaci, wyżej – inskrypcję, a z odwrotnej strony rzeźbę z klęczącą postacią. Szczyt górki otoczono 29 kamieniami. W kwietniu 2016 nieznani sprawcy zdewastowali pomnik.
Podczas niemieckiej okupacji mieszkańcy narażając własne życie udzielali pomocy prześladowanym Żydom, którzy po wojnie mogli wnioskować o przyznanie najwyższego cywilnego odznaczenia izraelskiego dla pomagających Sprawiedliwy wśród Narodów Świata. Ostatnią żyjącą Sprawiedliwą z Borzęcina była Emilia Piękosz-Hynek.
Druga wojna światowa zniszczyła Borzęcin: zniszczone zostały drogi i mosty, budynki szkolne zostały zdewastowane, nie istniały żadne placówki kultury i zdrowia. Z placówek gospodarczych działała tylko Spółdzielnia Rolniczo-Handlowa „Jegomość”. W styczniu 1945 roku przystąpiono do organizacji życia w gminie. W maju 1945 roku zaczął funkcjonować Urząd Gminy. Przystępowano do odrabiania strat wojennych. Jako pierwszy odbudowano most w Borzęcinie Górnym, następnie wyremontowano drogę z Borzęcina do Bielczy.
W latach 1954–1972 wieś należała i była siedzibą władz gromady Borzęcin. W latach 1975–1998 miejscowość położona była w województwie tarnowskim.

## Zabytki
Obiekt wpisany do rejestru zabytków nieruchomych województwa małopolskiego.
- Kościół Narodzenia Najświętszej Maryi Panny

## Urodzeni w Borzęcinie
- Wiktor Tomasz Badowski (ur. 20 lutego 1902, zm. wiosną 1940 w Katyniu) – kapitan artylerii Wojska Polskiego, ofiara zbrodni katyńskiej;
- Józef Baran (ur. 1947 r.) – poeta polski;
- Jan Baranowicz (1906–1983) – polski poeta i prozaik;
- Jan Czuj (1886–1957) – polski duchowny katolicki i profesor;
- Jakub Górka (1864–1917) – polski duchowny katolicki, historyk i profesor;
- Sławomir Mrożek (1930–2013) – polski dramatopisarz i prozaik;
- Jan Obłąk (1913–1988) – polski duchowny rzymskokatolicki, biskup warmiński;
- Emilia Piękosz-Hynek (1930-2019) – wyróżniona tytułem i medalem Sprawiedliwy wśród Narodów Świata;
- Stanisław Rogóż (1866-1948) – artysta rzeźbiarz i snycerz;
- Andrzej Wodka (ur. 1959) – polski duchowny rzymskokatolicki, teolog biblijny, prezes Akademii Alfonsjańskiej oraz Agencji Stolicy Apostolskiej do Spraw Oceny i Promocji Jakości Kształcenia na Uniwersytetach i Wydziałach Kościelnych
- Józef Zachara (1877–1944) – polski nauczyciel, działacz społeczny.